# Zanthoxylum pentandrum
Espèce
Classification phylogénétique
Synonymes
- Fagara guianensis Lam.
- Fagara pentandra Aubl. - Basionyme
- Fagara trinitensis (R.O. Williams) Beard
- Zanthoxylum hermaphroditum Willd.
- Zanthoxylum trinitense R.O. Williams[1]

Zanthoxylum pentandrum est une espèce de plantes à fleurs de la famille des Rutaceae (famille des agrumes). C'est un arbre néotropical.
En Guyane, il est connu sous les noms de Bois zépine, Bois piquant, Zépini, Lépini (créole), Awalatala (Kali'na), Sala'iu (Wayãpi), Wahinru (Palikur), ou Tamanqueira (portugais). Au Venezuela, on le nomme Boxúo negro ou Mapurito amarillo. Au Suriname, les Saramaka l'appellent He ou He rutu. Les Yanomami l'appellent naharã hi.

## Description
Zanthoxylum pentandrum est un arbre atteignant 20 m reconnaissable à ses grosses épines courtes et coniques sur le tronc.
Les feuilles sont alternes, glabres, composées pennées, à (3)-5-(7) paires de folioles.
Le rachis est aplati ou cannelé et souvent avec d'étroites marges sur le dessus.
Les folioles sont longues de 5–16 cm, de forme oblongue, elliptiques, ovales étroites ou oblancéolées, à base sub-équilatérale, luisantes sur la face supérieure, à marge entière, avec un acumen long de 8-14 mm, et deviennent wikt:papyracées après séchage.
Le pétiole est très court et inerme.
L'inflorescence est une grande panicules terminale avec des bractées, avec des axes plus ou moins pubescents.
Les fleurs blanches sont pentamères.
Les 5 sépales sont staminés, imbriqués à la base, et longs de 0,5-0,6 mm.
Les 5 étamines ont des anthères longues de 0,4 à 0,5 mm.
Chaque fleur compte 3(5) carpelles (aux styles courts incurvés), dont 1 à 3(5) se développe finalement en méricarpe libre, sessile.
Le fruit est une sorte de follicule à 3(5) méricarpes roussâtres bivalves contenant une graine noire,.
Le bois de Zanthoxylum pentandrum a une densité de 0,66 à 0,65,.
La micro-structure de son bois carbonisé a été étudiée,.

## Répartition
Zanthoxylum pentandrum est présent des Antilles, au Brésil en passant par Trinidad, le Venezuela, le Guyana, le Suriname, et la Guyane.

## Écologie
Zanthoxylum pentandrum pousse dans les recrus forestiers et les forêts sempervirentes de plaine entre 100–400 m d'altitude,,.

## Utilisations
En Guyane, les Créoles préparent un tonique amer, réputé antipaludiques et antiblennorragiques, en macérant l'écorce de Zanthoxylum rhoifolium dans du vin ou du rhum. Zanthoxylum rhoifolium est aussi employé pour soigner les éruptions de boutons sur les jambes des enfants et les chancres vénériens.
Zanthoxylum pentandrum est employé comme analgésique dentaire chez les Wayãpi de Guyane et les Wayãpi et Yanomami du Brésil, : l'écorce très amère est alors mastiquée, ou râpée fin et tamponnée sur les caries.
Au Suriname, les Saramaka considèrent Zanthoxylum pentandrum comme une plante magique et est employée pour les rituels Winti (la religion afro-surinamaise Winti est basée sur la possession par des êtres surnaturels, des rituels et des bains aux herbes : s'ils sont négligés ou ne reçoivent pas d'offrandes régulières, les esprits sont censés causer des maladies et la malchance),.
Les propriétés antipaludéennes de Zanthoxylum pentandrum ont été identifiées et testées,.

## Chimie
Le bois de Zanthoxylum pentandrum contient du lupéol et des alcaloïdes (berbérine et magnoflorine notamment).
On trouve de la magnoflorine, de la choline et un autre alcaloïde dans l'écorce du tronc.

## Protologue

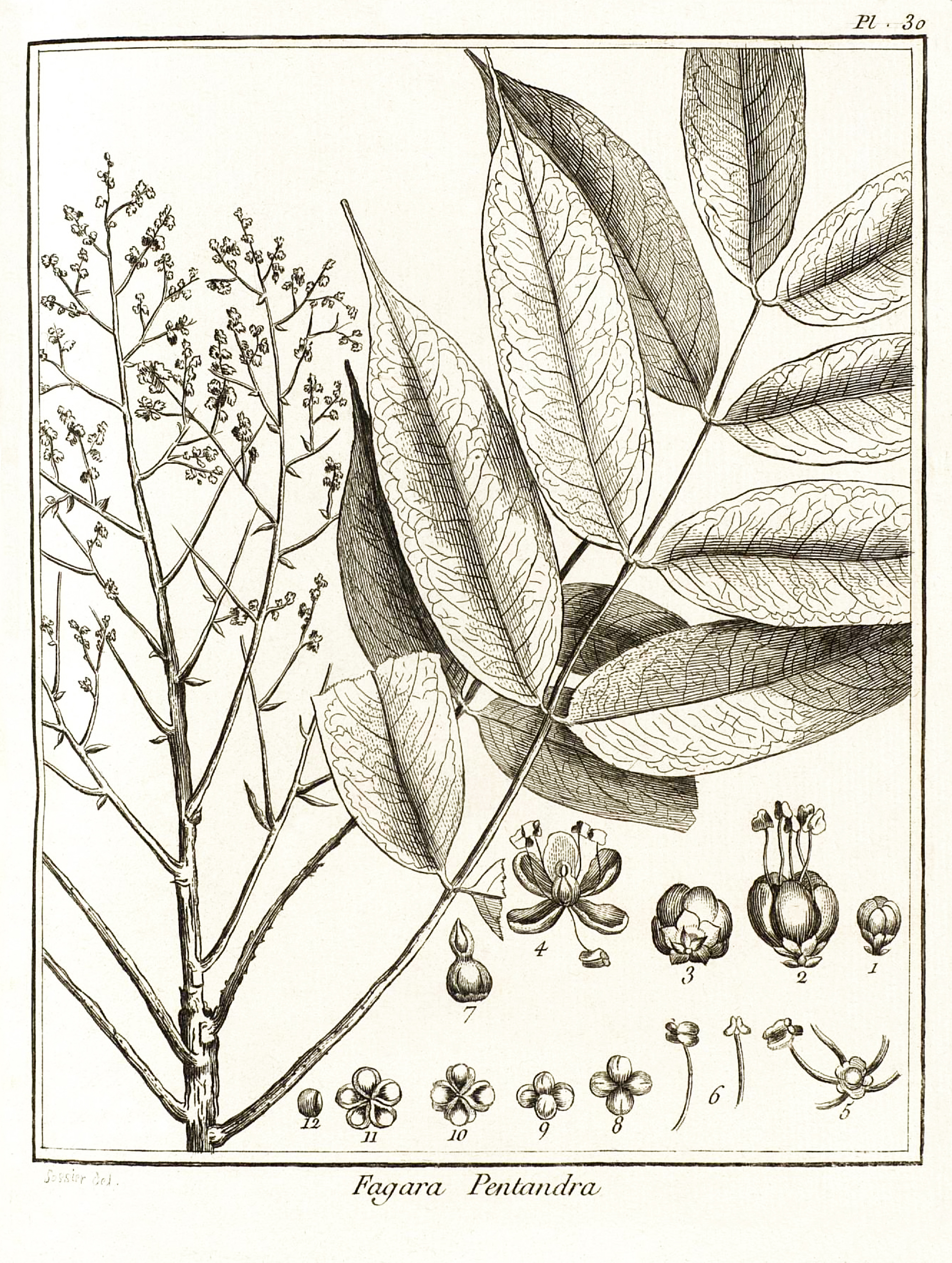
Zanthoxylum pentandrum : Planche 30 par Aublet (1775)
On a groſſi toutes les parties de la fleur; le fruit eſt de groſſeur naturelle. - 1. Bouton de fleur. - 2. Fleur épanouie. Calice garni de trois écailles. Cinq étamines. - 3. Corolle vue en deſſous. - 4. Corolle vue en deſſus. - 5. Calice. Diſque. Filets des étamines. - 6. Deux étamines ſéparées. - 7. Diſque. Ovaire. Style. Stigmates. - 8. Capſules qui commencent a s'ouvrir. - 9. Capſules. - 10. Capſules ouvertes en deux valves. Semences. - 11. Cinq capſules ouvertes en deux valves. Semences. - 12. Semence ſéparée.

En 1775, le botaniste Aublet propose le protologue suivant :
« FAGARA pentandra. (Tabula 30.)

CAL. Perianthium monophyllum, quinquedentatum, denticulis ſubrotundis ; ſquamulæ binæ ant ternæ ad baſim calicis.
COR. Petala quinque, alba, ſubrotunda, concava, diſco inſerta.
STAM. Filamenta quinque, corolla longiora, diſco inſerta. Antheræ biloculares.
PIST. Germen ſubrotundum, diſco inſidens, tri, quadri, aut quinque-ulcatum. Styli duo, carnoſi, breves, incurvi. Stigmata acuta.
PER. Capsulæ très, quatuor, aut quinque, rufeſcentes, laterales, uni-loculares, bivalves, introrsùm dehiſcentes.
SEM. ſolitarium, nigrum, glabrum.
Arbor trunco quinquagenta - pedali, aculeis brevibus, ſparſis munito, ad ſummitatem ramoſiſſimo ; ramis hinc & inde ſparſis, ramulis foliolis & floriferis. Folia alterna, pinnata, foliolis quinque, oppoſitis, ovato-oblongis, in acumen longum deſinentibus, glabris, integerrimis, ſubſeſſilibus, coſtæ utrinque adnexis. Flores in amplas paniculas diſpoſiti, terminales. Ramis, ramuſculis, pedunculis florum, ſquamula ad baſim munitis.
Cortex capſularum acris inſtar piperis & aromaticus eſt.
Florebat Maio: fructum ferebat Auguſto.
Nomen caribæum, CACATIN.
Nomen gallicum, poivre des Nègres.

Habitat in ſylvis Guianæ, & in inſula San-dominicana. »

« LE FAGARIER de la Guiane. (PLANCHE 30.)
Le tronc de cet arbre s'élève à quarante & même cinquante pieds, ſur deux pieds & demi de diamètre Son écorce eſt grisâtre, chargée d'épines. Le bois eſt blanc, dur, & compacte. Il pouſſe de ſon ſommet pluſieurs branches rameuſes qui ſe répandent en tout ſens. Les branches & la partie des rameaux dépourvues de feuilles, ſont garnies de petites épines. L'extrémité des rameaux porte des feuilles alternes ; elles ſont ailées, à deux rangs de folioles oppoſées; chaque rang eſt cylindrique ; ſa partie inférieure eſt chargée de petits tubercules aigus ; le reſte, où ſont attachées les folioles, eſt liſſe. Ces folioles ſont verdâtres, liſſes, entières, ovales, terminées par une longue pointe ; les plus grandes ont ſix pouces de longueur ſur un pouce & demi de largeur ; elles ſont preſque ſeſſiles.
Les fleurs naiſſent à l'extrémité des rameaux, ſur de grandes panicules éparſes. Les branches & les rameaux de cette panicule ont à leur naiſſance une petite écaille.
Le calice eſt d'une ſeule pièce, à cinq petites dentelures, garni à fa baſe de deux ou trois petites écailles.
La corolle eſt à cinq pétales blancs, arrondis, concaves, attaches au fond du calice, autour d'un diſque.
Les étamines ſont au nombre de cinq, rangées ſur le diſque, autour de l'ovaire, à l'oppoſé des pétales. Leur filet eſt grêle, blanc, plus long que les pétales; il porte une anthère a deux bourſes qui s'ouvrent en deux valves.
Le piſtil eſt un ovaire à trois, à quatre, ou à cinq côtes arrondies, ſurmonté de deux styles ; chacun eſt courbé en dedans, & terminé par un stigmate verd.
L'ovaire devient un fruit à trois, quatre, & à cinq capsules rouſsâtres, attachées à un pivot qui en occupe le centre, & dont elles s'écartent dans leur maturité; elles s'ouvrent par leur face interne en deux valves, & laiſſent échapper une semence noire, luiſante & huileuſe. L'écorce des capſules eſt piquante & aromatique.
Cet arbre eſt nommé CACATIN par les Garipons, & poivre des Nègres par les Créoles. Il étoit en fleur dans le mois de Mai, & en fruit dans le mois d'Août.
J'ai trouve ce Fagarier dans les forêts de la grande-terre qui ſont vis-a-vis la crique fouillée qui partage l'île de Caïenne en deux parties. »

— Fusée-Aublet, 1775.